# Montafia
Montafia, (Montafìa en piemontès) és un municipi situat al territori de la província d'Asti, a la regió del Piemont (Itàlia).
Limita amb els municipis de Buttigliera d'Asti, Capriglio, Cortazzone, Piea, Piovà Massaia, Roatto, San Paolo Solbrito, Viale i Villanova d'Asti.
Pertanyen al municipi les frazioni de Bagnasco, Valdelserro, Vignole i Zolfo.